# Ludwig Koch-Hanau

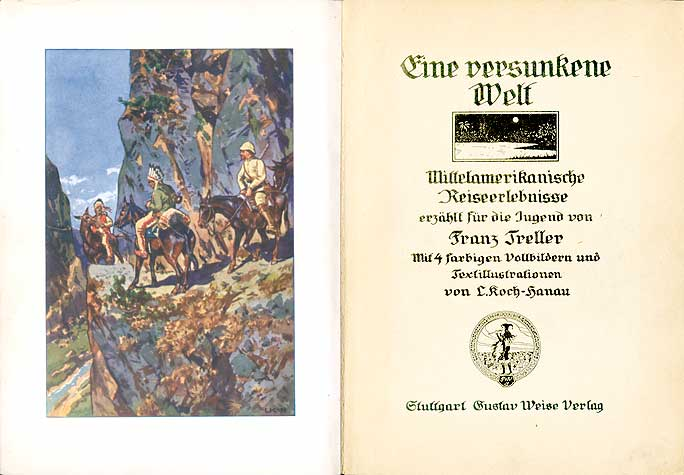
Eine versunkene Welt. Mittelamerikanische Reiseerlebnisse erzählt für die Jugend von Franz Treller. Mit 4 farbigen Vollbildern und Textillustrationen von L. Koch-Hanau.

Ludwig Koch-Hanau (* 1882 in Hanau; † 1963) war ein deutscher Maler und Illustrator.

## Leben und Wirken
Ludwig Koch-Hanau war ein Schüler der Zeichenakademie Hanau und der Münchner Kunstgewerbeschule und Akademie. Er lebte in München. Er malte 1957 Georg Eißer (1898–1964) für die Tübinger Professorengalerie.

## Veröffentlichungen
- Eine versunkene Welt. Mittelamerikanische Reiseerlebnisse erzählt für die Jugend von Franz Treller. Mit 4 farbigen Vollbildern und Textillustrationen von L. Koch-Hanau. Stuttgart: Gustav Weise Verlag. ohne Jahrgang (1911).
- Ernst Weber (Hrsg.) und Ludwig Koch-Hanau (Bildschmuck): Nordland. Normannenmut und Wikingertrotz in Bildern und Sagen. Der deutsche Spielmann. Eine Auswahl aus dem Schatze deutscher Dichtung für Jugend und Volk. Band 30. München, Georg D.W.Callwey, 1925. 2. veränderte Auflage, 96 Seiten mit zahlreichen Farbabbildungen. 8°, illustrierter Pappumschlag.
- Heinrich Lhotzky und Ludwig Koch-Hanau (Zeichnungen): Die Geschichte von den Schäfchen an der Hand der Bibel und Natur erzählt für Kinder und ihre Gesellen. Eugen Salzer, 1907, Halbleinen.
- Villamaria (d. i. Marie Timme) und Ludwig Koch-Hanau (Illustrator): Elfenreigen – Deutsche und nordische Märchen aus dem Reich der Riesen und Zwerge, der Elfen, Nixen und Kobolde. 472 S. mit zahlreichen teils halbseitigen Textabbildungen, Originalhalbleinen mit Deckelverzierung. Otto Spamer Verlag, Leipzig, um 1905.